# Emanuel (cantor)
Américo Pinto da Silva Monteiro (Sabrosa, Covas do Douro, 25 de março de 1957) conhecido artisticamente como Emanuel, é um cantor português.
É um dos mais populares cantores da chamada música pimba, sendo aliás autor do hit "Pimba Pimba", de 1995, a partir do qual o termo passou a ser utilizado para rotular um género específico de música popular em Portugal.

## Biografia
Emanuel nasce para a música em 1973, numa escola especializada em guitarra clássica. Nos seis anos seguintes aposta na formação em música clássica e, mais tarde, assume a música como única atividade profissional: torna-se professor durante oito anos e dirige pequenas orquestras, toca em bares e lança um disco só com instrumentais.
Rapidamente se faz eco das suas capacidades, passando a ser solicitado enquanto compositor e orquestrador para intérpretes da música ligeira portuguesa bem conhecidos na década de 80. Entre outros, Marco Paulo, líder de sucessos na época e para quem Emanuel produz em 1988 o álbum “Joana”, que chegaria a atingir a quadrupla platina.
Em 1992, Emanuel assume-se como intérprete e edita o primeiro disco. Estabelece de imediato uma relação muito própria com o público e conquista a primeira platina, em 1994, com o álbum “Rapaziada vamos dançar”.
No ano seguinte torna-se num fenómeno de popularidade com “Pimba, Pimba” (510 mil cópias vendidas só nos primeiros seis meses). A receptividade ao novo conceito musical criado por Emanuel foi tal que, durante os dois anos seguintes, o mercado discográfico português altera-se por completo com o aparecimento de inúmeros artistas, editoras discográficas ou até mesmo programas de televisão e revistas semanais que vieram adotar o novo estilo musical. Os media apelidaram-no de “música pimba”, o que tornou Emanuel como uma das poucas pessoas a ter o seu nome no Dicionário da Língua Portuguesa. Este sucesso passou também para o restante mundo da Lusofonia, tendo, por exemplo, em 1996, chegado ao Brasil através das vozes de “Leandro & Leonardo” que solicitaram a Emanuel a sua versão de “Pimba Pimba”. No ano seguinte, na sequência de várias votações promovidas por diversas rádios, revistas e jornais, Emanuel é eleito “Rei da Música Popular” e “Artista Mais Popular” desse ano.
Em 1998, revela a faceta de cantor romântico com o álbum “Felicidade (quando o telefone toca)” cuja aceitação permite alcançar mais discos de platina. A cinco de Outubro do mesmo ano, Emanuel recebe no Castelo de Ourém, o título de “D. Emanuel I, Rei da Música Popular Portuguesa” na presença de D. Duarte Pio de Bragança - o legítimo herdeiro do trono de Portugal. Os galardões e as homenagens continuaram: recebe em 1999 o título de “Embaixador da Música Portuguesa” em Nova Iorque (prémio atribuído pelas várias associações portuguesas espalhadas pelo mundo) e no ano seguinte é homenageado com um grande concerto no Cine-Teatro Tivoli (Lisboa), onde faz uma retrospectiva dos seus 25 anos de trabalho dedicados à música. A venda rápida dos bilhetes, tornou-o como o primeiro artista de cariz popular a lotar uma sala de prestígio da capital portuguesa.
Em 2001, é convidado como comentador no programa “Noites Marcianas” (SIC), em que demonstra a sua forma sincera de ser e uma clareza de espírito notável, cativando de imediato vários produtores de televisão, que o convidam para apresentar um programa seu.
Ainda nesse ano, é o principal produtor da banda sonora da telenovela “Anjo Selvagem” (TVI), cuja adesão do publico ultrapassou todos os recordes, tornando-a a única novela portuguesa no ar durante três anos. O tema principal ainda hoje é cantado por todo o país, tendo como intérpretes os Maxi. Por tudo isto, não seria de estranhar que, no final de 2002, Emanuel volte a ser o responsável da canção do genérico e de temas específicos de duas personagens da telenovela “Sonhos Traídos” (TVI).
Os seus álbuns anuais continuaram a rapidamente atingir o topo de vendas e passa a juntar o seu público nas salas mais importantes do país. Inicialmente no Coliseu dos Recreios (Lisboa), onde grava o primeiro DVD ao vivo e depois no Coliseu do Porto. Os fãs começaram a crescer cada vez mais, de tal modo, que em 2006 apresenta o seu próprio jornal, distribuído gratuitamente junto dos fãs em Portugal e nas comunidades portuguesas, com uma tiragem mensal de 40 mil exemplares.
No ano seguinte, Emanuel, é pai pela terceira vez - de gémeos - o que originou a canção “Cada vez que um filho nasce”: um tema de emoções fortes que marca daí para a frente a sua carreira e o seu público, através do apelo à harmonia e felicidade global.
Em 2007 concorre como produtor ao Festival da Canção desse ano e vence os restantes 9 concorrentes com mais de metade dos votos de todo o certame, com o tema “Dança Comigo (vem ser feliz)” interpretado por Sabrina. Na ida à Eurovisão, Portugal alcançou o 11º lugar nas Semifinais e, simultaneamente, a votação de 88 pontos que o torna como o país da Europa Ocidental com melhor pontuação.
Pouco tempo depois, Emanuel trabalha em sonoridades que mantêm como base a música tradicional portuguesa mas com um ritmo que se adapte às novas harmonias e tendências cosmopolitas. As experiências foram acontecendo nas faixas secundárias dos seus álbuns até que em 2010 - à semelhança de 1995 - atinge os seus objectivos através de um novo estilo que adiciona às raízes portuguesas, o calor de África e os ritmos electrónicos, com o  hit “O Ritmo do Amor (Kuduro)”.
Em apenas um ano, este fenómeno chegou a todo o lado e às pistas de dança nacionais e internacionais. Prova disso, é o videoclip oficial “O Ritmo do Amor (Kuduro)” no canal do Youtube (aboutEmanuel) já ter atingido o número inédito de quase 14 milhões de visualizações - algo nunca alcançado por um artista português - em mais de 120 países. Destacam-se Espanha, França, Reino Unido, Brasil, Venezuela, Alemanha, Estados Unidos, Itália, México, Polónia, Romênia, Eslováquia, República Checa, Argentina, Eslovénia, Suécia, Chile, Austrália, Hungria, Rússia, Colômbia e Japão.
Emanuel capta definitivamente pessoas de todas as idades e é junto das camadas mais jovens que agora os seus espetáculos são mais solicitados. Os singles “Hino à Alegria (let`s go)”, “Baby, és uma Bomba” e “I love kuduro house”, estão entre os preferidos.
Com o tema "Baby, és uma Bomba" vence a "Canção do Ano 2012" com 28,2% dos votos do público, num programa transmitido em direto na RTP. A competição abrangeu 24 canções.
A convite da RTP, volta a concorrer enquanto produtor ao Festival Eurovisão da Canção 2014, e vence com quase 42% dos votos, face às restantes 9 canções, com o tema “Quero Ser Tua” interpretado por Suzy. Ainda no final de 2014, termina um ciclo de 12 anos enquanto membro da direção da Sociedade Portuguesa de Autores.
Em 2015, dá continuidade ao trabalho com a sua nova linha musical e lança o CD “A Moda dos Beats Afro”. Ainda neste ano, cria uma nova versão da conhecida música “Tudo por amor” e canta-a com uma das cantoras e compositoras mais prolíferas da América Latina – Erika Ender. O contacto entre os artistas foi celebrado pela Sony/ATV Publisher, que apostou na fusão de estilos e musicalidades que assentaram num único princípio: a grande vontade que Erika e Emanuel tinham em trabalhar juntos.
Foi um encontro de autores, mas também cantores que resultou numa excecional canção estreada no dia 17 de Outubro de 2015 num concerto especial na Cidade do Panamá com transmissão em direto para vários canais de televisão.
Em 2020 com a Pandemia de Covid-19, os artistas ficaram sem poder realizar os habituais concertos, na tentativa de se reinventar, Emanuel monta um camião-palco para poder fazer os mesmos em segurança, mas acabou por não ter autorização para avançar. Posto isto sugeriu à SIC, usar o veículo para levar música aos portugueses em segurança e assim é, desde o dia 21 de junho de 2020, quando estreou o Domingão, programa que conta com o camião-palco onde é apresentador, com Luciana Abreu, semana após semana, seja na rua ou nas instalações do canal onde a outra parte do programa acontece. Para o mesmo canal tem apresentado outros programas e emissões especiais como Estamos em Casa e Feriadão.

### Televisão
| Ano                | Projeto         | Notas                                                  | Canal |
| ------------------ | --------------- | ------------------------------------------------------ | ----- |
| 2020               | Domingão        | Anfitrião do camião-palco                              | SIC   |
| 2020 - presente    | Domingão        | Apresentador do camião-palco, ao lado de Luciana Abreu | SIC   |
| 2020 - 2022 / 2024 | Domingão        | Apresentador esporádico                                | SIC   |
| 2020               | Olhó Baião!     | Apresentador do camião-palco, ao lado de Luciana Abreu | SIC   |
| 2021               | Estamos em Casa | Apresentador                                           | SIC   |
| 2021               | Patrões Fora    | Participação Especial                                  | SIC   |
| 2023               | Feriadão        | Apresentador                                           | SIC   |
| 2024 - 2025        | Feriadão        | Apresentador do camião-palco, ao lado de Luciana Abreu | SIC   |

## Discografia
- 1991 - Com Muito Amor (Festival da Canção 1991)
- 1992 - Tu Sabes Que Já Foste Minha
- 1993 - Portugal, Ai Que Saudade
- 1994 - Rapaziada Vamos Dançar
- 1995 - Pimba Pimba
- 1996 - Toma Toma Minha Linda
- 1997 - Vamos a Elas
- 1998 - Felicidade (Quando o Telefone Toca)
- 1999 - Enamorado (Para Sempre)
- 2000 - Vem Esta Noite
- 2001 - Saudades de Ti (Saudades)
- 2002 - Vem Ser Feliz Comigo
- 2003 - Ontem, Hoje e Sempre
- 2003 - O Melhor de Emanuel
- 2004 - Brinca Comigo Maria
- 2005 - No Meu Silêncio
- 2006 - Emanuel
- 2007 - Que Grande Bronca
- 2007 - Emanuel ao Vivo
- 2008 - Meu Coração Faz Bum Bum
- 2008 - Colecção Platina
- 2009 - Meu Carro é Velho
- 2010 - Esperança
- 2010 - Ritmo do Amor
- 2011 - Hino A Alegria
- 2012 - Bomba
- 2013 - Dança da Paixão
- 2015 - A Moda Dos Beats Afro
- 2019 - Hoje Há Festa
- 2021 - Amo Amar-te[4]